# 67P/Czuriumow-Gierasimienko

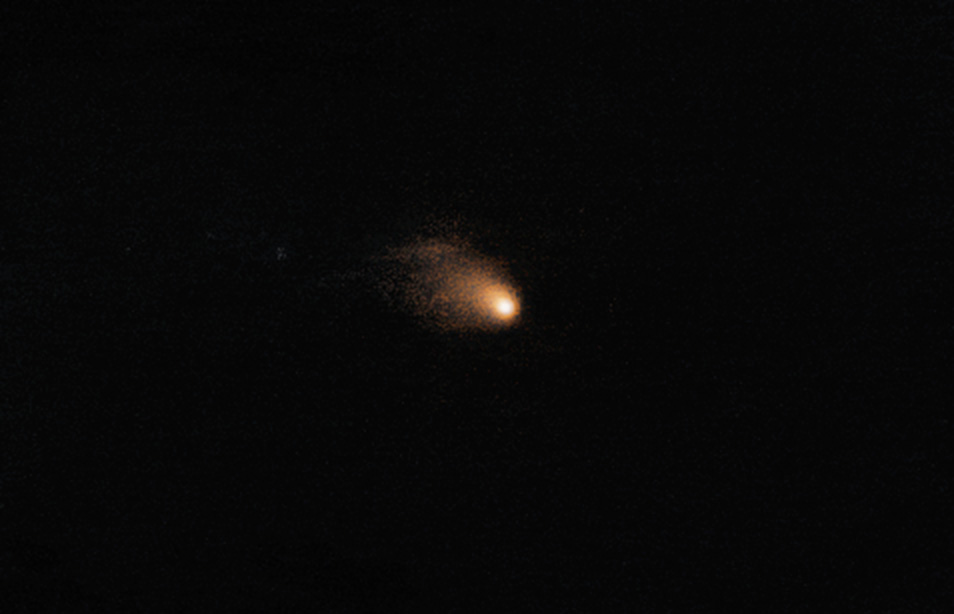
Kometa 67P na zdjęciu z teleskopu VLT, 11 sierpnia 2014

67P/Czuriumow–Gierasimienko – kometa okresowa należąca do rodziny komet Jowisza, odkryta w 1969 roku. Była celem prowadzonej przez Europejską Agencję Kosmiczną misji Rosetta.

## Odkrycie
Kometę 67P odkrył kijowski astronom Klim Czuriumow na zdjęciach komety 32P/Comas Solá, które wykonała 11 września 1969 roku Swietłana Gierasimienko w obserwatorium w Ałmaty. Zauważył on kometę na brzegu fotografii, początkowo stwierdził jednak, że jest to 32P/Comas Solá. Po powrocie do Kijowa, Czuriumow dokładniej przebadał fotografie i 22 października ustalił, że nie może to być kometa 32P, gdyż znajdowała się około 1,8° od oczekiwanej pozycji.

## Właściwości fizyczne i orbita
Jądro komety ma nieregularny kształt składający się z dwóch połączonych ze sobą płatów, mniejszego o wymiarach 2,5 km × 2,5 km × 2,0 km oraz większego – 4,1 km × 3,2 km × 1,3 km, o łącznej objętości około 25 km³. Masa jądra wynosi 1,0 ± 0,1 ∙ 1013 kg (około 10 mld ton). Średnia gęstość jądra wynosi 0,47 g/cm³, a albedo 6%. Obie części komety mają budowę warstwową, ale o osobnych centrach. Pierwotnie więc powstały dwa odrębne jądra, które następnie zderzyły się z małą prędkością i skleiły.
Wśród związków organicznych wykrytych przez sondę Rosetta w otoczce komety odkryto glicynę, najprostszy z 20 aminokwasów białkowych. Była to pierwsza detekcja tego związku w kometach i pierwszy dowód jego istnienia w kosmosie. Stosunek deuteru do wodoru w materii komety 67P jest 3-krotnie większy niż w ziemskich oceanach.       
Kometa obiega Słońce po orbicie o peryhelium ok. 1,2 au i aphelium ok. 5,7 au, nachylonej do płaszczyzny ekliptyki pod kątem około 7°. Okres obiegu wynosi około 6 lat i 160 dni. Będąc w peryhelium kometa traci masę w tempie 130 kg/s.
Po uwzględnieniu czynników wpływających na ruch komety, okazało się, że w XIX i pierwszej połowie XX wieku jej peryhelium zmieniało się w granicach pomiędzy 2,5 a 2,9 au. Kometa przebywała więc stale stosunkowo daleko od Słońca, a jej jądro prawdopodobnie nie uległo znacznym zmianom od początków Układu Słonecznego. W lutym 1959 roku kometa minęła Jowisza w odległości zaledwie 0,052 au (około 8 mln km), co spowodowało zmianę jej orbity: peryhelium z 2,74 do 1,28 au, spłaszczenie orbity z 0,36 do 0,63, a okres obiegu z 8,97 do 6,55 roku. Po 1959 roku nie doszło do kolejnego bliskiego zbliżenia z Jowiszem. Dlatego orbita komety od tego czasu (siedem pojawień) niewiele się zmieniła. Ostatnie przejście  przez peryhelium miało miejsce 13 sierpnia 2015 roku.

## Badania bezpośrednie
67P/Czuriumow-Gierasimienko była celem misji sondy Rosetta. 6 sierpnia 2014 roku Rosetta dotarła do komety i po serii manewrów weszła na orbitę wokół tego ciała niebieskiego. Jądro w tym czasie było spokojne, co umożliwiło próbnikowi Philae, uwolnionemu z pokładu sondy Rosetta, pierwsze w historii lądowanie na powierzchni komety, 12 listopada 2014 roku. Znajdowała się ona wtedy w odległości 510 milionów km od Słońca. Nieczynny Philae pozostał na powierzchni jądra, natomiast Rosetta rozbiła się o powierzchnię komety 30 września 2016 roku.